# Cratere Lobachevskiy
Lobachevskiy è un cratere lunare di 87,26 km situato nella parte nord-occidentale della faccia nascosta della Luna. Il cratere è dedicato al matematico russo Nikolaj Ivanovič Lobačevskij.